# Rhacophorus leucofasciatus
Espèce
Rhacophorus leucofasciatus est une espèce d'amphibiens de la famille des Rhacophoridae.

## Répartition
Cette espèce est endémique de République populaire de Chine. Elle se rencontre dans plusieurs localités isolées dans le Sud et le Nord-Est du Guangxi et dans l'est du Guizhou.

## Publication originale
- (en) Liu & Hu, 1962 : A herpetological report of Kwangsi. Acta Zoologica Sinica, vol. 14 (supplément), p. 73-104.